# مارک زیوالا
مارِک زیوالا (اسلواکی: Marek Zivala؛ زادهٔ ۱۹۵۱) یک قاتل سریالی اهل چکسلواکی است که مسئول قتل سه زن در جمهوری چک و اسلواکی بین سال‌های ۱۹۹۶ و ۱۹۹۸ است. او که یک منحرف حنسی تشخیص داده شده بود، به دلیل جنایات خود به حبس ابد بدون آزادی مشروط محکوم شد.